# Vorónino
Vorónino (en rus: Воронино) és un poble de l'óblast de Sverdlovsk, a Rússia, segons el cens del 2010 tenia 37 habitants.